# クサスギカズラ
クサスギカズラ（草杉蔓、学名：Asparagus cochinchinensis）は、キジカクシ科クサスギカズラ属の草本植物。

## 特徴
関東地方南部から沖縄諸島、台湾、中国などの温帯から亜熱帯の海辺の砂地に分布するつる性の多年草。草丈は100～150センチメートルほどになる。短い根茎に、紡錘形～円柱形の塊茎が多数つく。茎は下部が木化し、上部はつる性となる。茎につく葉の一部はトゲに変化しており、これを使って他の植物などに巻きついてつるを伸ばす。小枝に付く葉は退化して鱗片状になっており、葉のように見える葉状枝と呼ばれる部分で光合成を行う。5-6月頃になると、葉腋に淡黄色の小さな花を1～3個ずつ付ける。果実は球形で、中に黒い種子が1個ある。他のクサスギカズラ属と異なり白色に熟する。スギのような葉をつけ、茎がつる状になる草本植物であることから「草杉蔓」と呼ばれるようになったとされる。

## 利用
生薬「天門冬（てんもんどう）」の基原植物の一つとして日本薬局方で定められており、5月頃にコルク化した外層の大部分を除いた根を収穫し、湯通しまたは蒸したものを用いる。根が飴色をしていて太くて長く、甘味の強いものが良品であるとされる。同属別種の植物であるタチテンモンドウ（Asparagus cochinchinensis var. pygnaeus）は天門冬として利用しない。鎮咳、利尿、滋養強壮などの効果があるとされ、滋陰降火湯や清肺湯などの漢方薬に配合されている。
アミノ酸の一種であるアスパラギンやサポニンの一種であるアスパラサポニン（asparasaponin）類、ベータ・シトステロールなどを含む。